# شنندووا (لوئیزیانا)
شنندووا (به انگلیسی: Shenandoah) شهری در ایالت لوئیزیانا کشور ایالات متحده آمریکا است که جمعیت آن در سرشماری سال ۲۰۱۰ میلادی، ۱۸٬۳۹۹ نفر بوده‌است.